# Станіслав Горак
Станіслав Горак (пол. Stanisław Horak; 4 вересня 1925, Тернопіль — 10 вересня 1990, Битом) — польський поет і прозаїк, публікувався також під псевдонімом Станіслав Зборович (пол. Stanisław Zborowicz).

## Життєпис
Початкову освіту здобув у Новому Сончі, а гімназію закінчив у Львові (1941). У 1943—1944 роках воював у Армії Крайовій. Упродовж 1944—1950 років — офіцер Польської Народної армії. Від 1949 року належав до Польської об'єднаної робітничої партії.
Від 1950 року проживав з родиною у Битомі. Дебютував 1955 року поетичними творами на сторінках «Західного щоденника» (пол. Dziennik Zachodni). У 1956—1959 роках працював у журналістиці. 1960—1964 — директор міського дому культури в Битомі, 1964—1975 — літературний керівник Сілезької оперетки (міський театр у Гливицях — філія Сілезької опери).
Помер 10 вересня 1990 року в Битомі.

## Відзнаки
- Кавалерський хрест Ордена Відродження Польщі
- Золотий і срібний Хрест Заслуги
- Партизанський Хрест
- Медаль «Перемоги і Свободи»
- Медаль «За участь у боях за Берлін»
- Відзнака «Заслужений діяч культури»[2]

## Творчість

### Збірки поезій
- «Czerwona latarnia» (1957)
- «Jesień zaczyna się w nocy» (1961)
- «Państwo róży» (1964)
- «Listopadowe sady» (1965)
- «Okolica wiecznych burz» (1968)
- «Liryki. Poezje wybrane» (Катовиці 1972)
- «Samorzeźby» (1987)
- «Arrasy. Złoty ul» (1990)
- «Studium ciszy» (2000, вибрані вірші, редактор Марцін Галась)[3]

### Повісті
- «Pustelnia» (Катовиці 1968)
- «Pole chwały» (Катовиці 1971)
- «Ostatni las» (Катовиці 1974)
- «Koronacja» (Катовиці 1976)
- «Twierdza» (Катовиці 1979)
- «Cena ciszy» (Катовиці 1980)
- «Muzeum» (Катовиці 1981)
- «Lipiec przed sierpniem» (Катовиці 1985)
- «Osiemdziesiąty rok» (Катовиці 1985)